# Csamalal nyelv
A csamalal nyelv (csamalalul: чамалалдуб мичӏчӏ, [t͡ʃʼamalaldub mit͡sʼ]) egy északkelet-kaukázusi nyelv, melyet 5.171 ember beszél, főleg Dagesztánban.

## Földrajzi elhelyezkedés
A csamalal nyelvet Dagesztánnak a déli részének az északnyugati részén beszélik. 9 faluban beszélik: Gaquar, Agual, Cumada, (Tsumada), Uruh, (Urukh), Gacsitl (Gachitl), Kuvenh (Quenkh), Gigatl és Gador. 

## Nyelvjárások
A csamalal nyelvnek három nyelvjárása van: 
- csamalal
  - gakvar-gadir (Gakvarian-Gadirian)
    - gadir (Gadyri)
    - gakvar (Gakvari)

  - gigatl

## Hangtan
|            | Plozivák | Plozivák  | Plozivák | Affrikaták | Affrikaták | Affrikaták | Affrikaták | Szibilánsok | Szibilánsok | Szibilánsok | Nazálisok | Approximánsok |
| ---------- | -------- | --------- | -------- | ---------- | ---------- | ---------- | ---------- | ----------- | ----------- | ----------- | --------- | ------------- |
| zöngés     | ejektív  | zöngétlen | ejektív  | ejektív    | zöngétlen  | zöngétlen  | zöngés     | zöngétlen   | zöngétlen   |             | Nazálisok | Approximánsok |
| zöngés     | ejektív  | zöngétlen | lenis    | fortis     | lenis      | fortis     | zöngés     | lenis       | fortis      |             | Nazálisok | Approximánsok |
| Labiális   | b        | pʼ        | p        |            |            |            |            | w           |             |             | m         |               |
| Dentális   | d        | tʼ        |          | t͡sʼ        | t͡s:ʼ       | t͡s         | t͡s:        | z           | s           | s:          | n         |               |
| Alveoláris |          |           |          | ʧʼ         | ʧ:ʼ        | ʧ          | ʧ:         | ʒ           | ʃ           | ʃ:          |           | r             |
| Laterális  |          |           |          |            | kɫ̮:ʼ       |            | kɫ̮:        |             | ɬ           |             |           | l             |
| Veláris    | g        | kʼ        |          |            |            |            | k:         |             | x           |             |           | j             |
| Uvuláris   |          |           |          |            | qʼ:        |            | q:         | ʕ           | χ           | χ:          |           |               |
| Faringális |          |           |          |            |            |            |            | ʕ           | ħ           |             |           |               |
| Laringális |          |           | ʔ        |            |            |            |            |             | h           |             |           |               |

## Példa szavak
| magyar    | csamalal (gakvar) | csamalal (gigatl) |
| --------- | ----------------- | ----------------- |
| én        | дӣᵸ               | дев               |
| te        | мӣ                | мив               |
| egy       | себ               | себ               |
| kettő     | эчӏида            | чӏеда             |
| három     | лъалъада          | лъабуда           |
| négy      | бо̄да              | буъуда            |
| öt        | иᵸссуда           | иштуда            |
| víz       | лълъӣᵸ            | лълъин            |
| fa        | вогьа             | руша              |
| kutya     | хва̄й              | хой               |
| nap (24h) | милъ              | милъ              |
| éj        | йелъа             | релъе             |
| hús       | йикъ              | рикьи             |
| ember     | гьадам            | адан, инсан       |